# Tevredegem
Tevredegem is een Belgische lokale kieslijst te Edegem.

## Geschiedenis
De kieslijst werd samengesteld in de aanloop van de gemeenteraadsverkiezingen van 2024 en bestond uit kandidaten van de Edegemse afdeling van Open Vld aangevuld met onafhankelijken. Lijsttrekker was Peter Verstraeten. Tevredegem overtuigde 5% van de Edegemse kiezers, onvoldoende voor een zetel in de gemeenteraad.